# Gonzales, Texas
Gonzales este orașul de reședință al comitatului cu același nume din statul Texas, SUA. La recensământul din 2000, avea o populație de 7.202 locuitori.
1. ↑   https://www.gonzales.texas.gov/p/government/city-council, accesat în 4 aprilie 2024 Lipsește sau este vid: |title= (ajutor)
2. ↑  2010 U.S. Gazetteer Files, accesat în 9 iulie 2020